# إدارة الدم

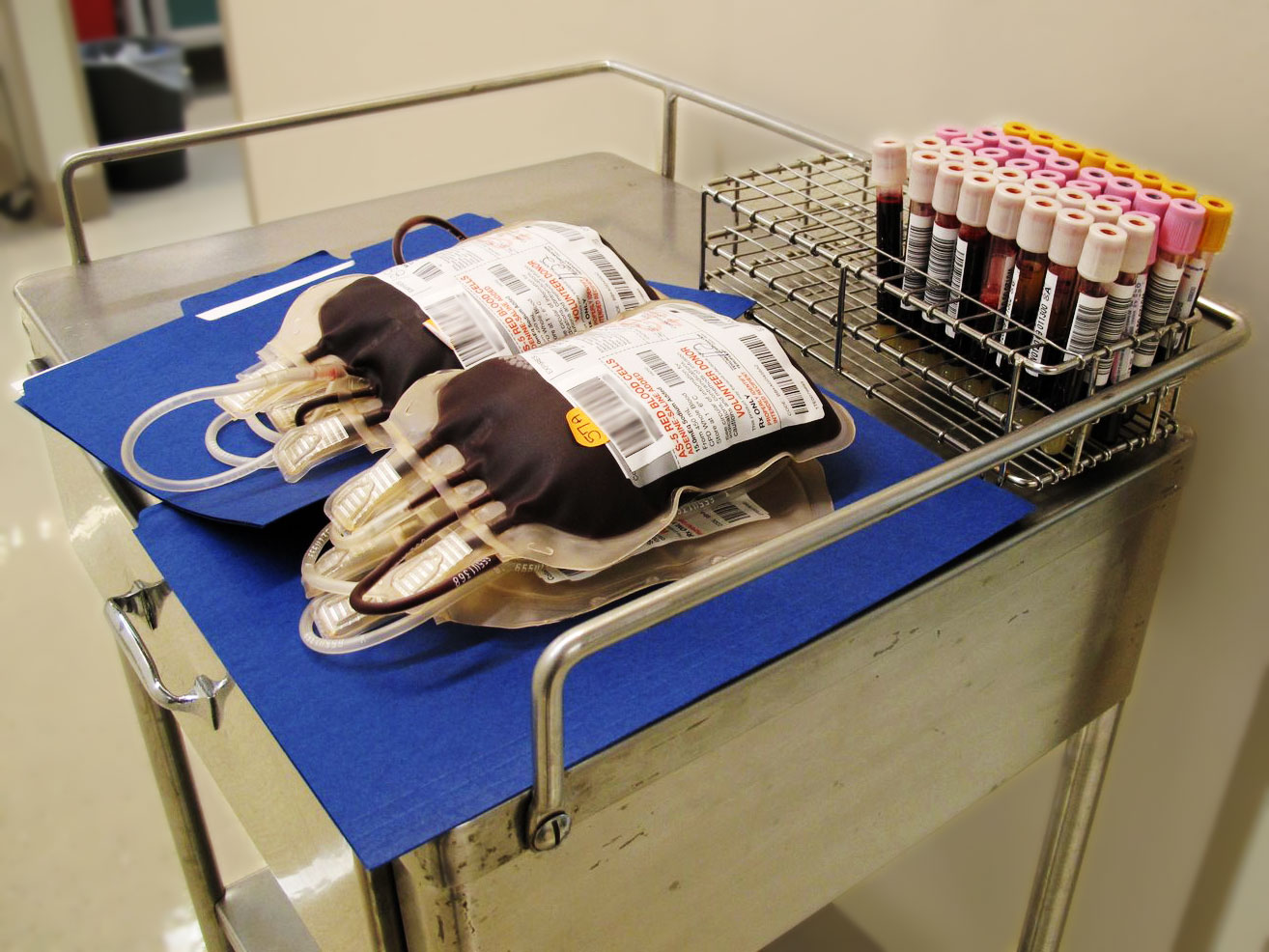

إدارة دم المريض (Patient Blood Management) هو التطبيق المناسب لمفاهيم جراحية وطبية قائمة على الأدلة موضوعة للحفاظ على تركيز الهيموغلوبين، والبحث عن أفضل الحلول لوقف نزيف الدم، والحد من فقدان الدم، وذلك في محاولة لتحسين النتائج الصحية للمرضى.

## الضرورة
هناك قضايا متعددة ترتبط بالدم ونقله، وباعتبار الدم جوهر الحياة لعقودٍ عدة، تظهر عملية نقل الدم كعلاجٍ محدود الفعالية ومحفوف بمخاطرٍ كبيرة، بالإضافة إلى تكلفتها الباهظة وقلة الإمدادات، وتشير الأدلة أن عددًا كبيرًا من المرضى الذين يُنقَل إليهم الدم اليوم ربما لا يرون العديد من الفوائد الملموسة؛ حيث يعجز الدم المنقول عن تحقيق أهدافه الرئيسية والمتمثلة في الوقاية من نقص التروية وتحسين النتائج السريرية، ويكمن التحدي في تحديد هؤلاء المرضى الذين يتعرضون لخطر مضاعفات فقر الدم الحاد (نقص التروية) والنقل لهم، دون تعريض المرضى الآخرين إلى مخاطر لا مبرر لها بسبب عمليات النقل غير الملائمة، ويجب عدم النظر إلى عمليات نقل الدم الأفضل على أنها خيار، ولكن ضرورةً لضمان أن الأطباء يحسنون إلى مرضاهم ولا يؤذونهم.
قضايا التكلفة
تُعد التكلفة من الأسباب الرئيسية الأخرى التي تدعو إلى تبني مفهوم «إدارة دم المريض»؛ حيث أن عملية نقل الدم الخَيْفِيّ باهظة التكاليف، فعلى سبيل المثال، ذكرت بعض الدراسات ارتفاع التكاليف إلى مبالغٍ تتراوح من 300 إلى 1000 دولار لكل وحدة نقل دم خيفي. وتؤثر زيادة الدم المنقول مباشرةً على نفقات المشفى، وبالطبع، يتعين على مديري المشافي البحث عن سبلٍ أفضل للحد من هذه التكلفة، وتُعَد هذه الزيادة في تكلفة نقل الدم هي السبب وراء سعي العديد من مسؤولي المشافي لإنشاء برامج إدارة الدم.
و
نتائج المريض
ربما يكون السبب الأهم والأوحد لتنفيذ منهج إدارة دم المريض هو الحاجة إلى تحسين نتائج المريض، وتتحقق نتائج أفضل مع تقليل أو تجنب التعرض إلى الدم الخَيْفِيّ. وقد أظهرت العديد من الدراسات الطبية أن نقل الدم الدم الخَيْفِيّ يرتبط مع زيادة معدل الوفيات وزيادة مستوى المضاعفات الخطيرة، مع إمكانية تعريض المريض إلى عواملٍ فيروسيةٍ أو بكتيريةٍ أو طفيلية، أيضًا، فقد أظهرت المؤلفَات الطبية أن النقل الدم الخَيْفِيّ يمكن أن يكون ذا فائدةٍ فقط في حدودٍ ضيقةٍ جدًا، كما يُعد ضارًا أو على الأقل ليس مفيدًا في الغالبية العظمى من الأوقات التي يُسْتَخْدَمُ فيها فعليًا، ومع غياب الفائدة الواضحة من عملية نقل الدم، يتعرض المريض فقط إلى مخاطرٍ صحية، وقد كتب الطبيب «أريه شاندر» (Aryeh Shander)، نقدًا ممتازًا عن التأثير على نتائج المريض، ويمكن قراءة ذلك في دورية «سيمينارز إن هيماتولوجي» (Seminars in Hematology) أو «حلقاتٌ دراسية في أمراض الدم».

### الطرق
يمكن تحقيق إدارة دم المريض في إعداد الفَتْرَةُ المُحِيْطَةُ بالجِرَاحَة عن طريق مجموعةٍ متنوعة من التقنيات والإستراتيجيات، أولاً- من الضروري ضمان دخول المريض إلى غرفة العمليات مع مستوى كافٍ من الهيماتوكريت، وقد تم توثيق فقر الدم بالفترة المحيطة بالجراحة ليتراوح ما بين 5% في النساء المسنات المصابات بكسرٍ في الوِرك إلى أكثر من 75% في مرضى سرطان القولون، ويتلقى المرضى المصابون بفقر الدم قبل الجراحة كمياتٍ أكبر من عمليات النقل بشكلٍ واضح، ويمكن استخدام هرمون الإريثروبويتين (Erythropoietin) والمعالجة بالحديد في حالات فقر الدم، وبناءً عليه، ينبغي فحص المرضى للكشف عن وجود فقر الدم من عدمه قبل ثلاثين يومًا على الأقل من إجراء عمليةٍ جراحية اختيارية.
أثناء الجراحة، تُستخَدَم تقنياتٌ عدة للحد من أو تقليل التعرُض للدم الخيفي، على سبيل المثال، الكاوي الكهربي، وهو تقنيةٌ تُستخدَم للتشريح الجراحي وإزالة الأنسجة اللينة وسد الأوعية الدموية، ويمكن تطبيقه في العديد من الإجراءات، كما يمكن جمع الدم المفقود أثناء الجراحة وتصفيته وغسله وإعادته إلى المريض، ويُعرف هذا الإجراء باسم «إنقاذ الدم أثناء الجراحة (Intraoperative Blood Salvage).» وتوجد تقنيةٌ أخرى تُعْرَفُ باسم «تخيف الدم الحاد» (acute normovolemic hemodilution)، وتتضمن جمع حجمٍ محسوبٍ ومحدد من دمٍ ذاتي المنشأ في أكياس التجميع قبل البدء في الجراحة مع استبدالٍ متزامن لحجمٍ متساوٍ من السائل الدموي (asanguinous fluid)، وحيث أن دم المريض أصبح مخففًا الآن، وبالتالي فإن الدم المفقود أثناء إجراء العملية الجراحية، مثلًا عن طريق النزف، يحتوي عندئذٍ على كمياتٍ أقل من خلايا الدم الحمراء، بعد ذلك يُعاد نقل ناتج الدم الذاتي المُجمَع، والذي يحتوي خلايا الدم الحمراء والصفائح الدموية وعوامل تجلط الدم إلى المريض في نهاية الجراحة. ويمكن أيضًا استخدام عواملٍ دوائية لتقليل فقدان الدم، عندما يتم الجمع بين كل هذه العلاجات، يتم الحد من فقدان الدم بشكلٍ كبير، وبالمقابل يقلل ذلك من أو يحول دون إمكانية نقل الدم الخيفي، ويمكن الاطلاع على تفاصيلٍ إضافية عن هذه القضية في دورية «ترانسفيوچن» (Transfusion).

## وصلات خارجية
- Medical Society for Blood Management (MSBM)
- Society for the Advancement of Blood Management (SABM)
- Perfusion.com Blood Management
- The Institute for Patient Blood Management and Bloodless Medicine and Surgery at Englewood Hospital
- The Center for Blood Conservation at Grant Medical Center, Columbus, OH
- What is blood management? at bloodmanagement.com

## كتابات أخرى
- Jonathan H. Waters، المحرر (2008). Blood Management: Options for Better Patient Care. Bethesda, Maryland: AABB Press. ص. 441. مؤرشف من الأصل في 2014-03-04. اطلع عليه بتاريخ 2010-05-14. {{استشهاد بكتاب}}: الوسيط غير المعروف |الرقم المعياري= تم تجاهله يقترح استخدام |ردمك= (مساعدة)

- Waters، Jonathan؛ Gottschall، Jerome، المحررون (2006). Perioperative Blood Management: A Physician's Handbook (ط. 1). AABB/SABM. ص. 210. مؤرشف من الأصل في 2014-03-04. اطلع عليه بتاريخ 2010-05-14. {{استشهاد بكتاب}}: الوسيط غير المعروف |الرقم المعياري= تم تجاهله يقترح استخدام |ردمك= (مساعدة)

- Farmer، Shannon؛ Webb، David (2000). Your Body, Your Choice. Media Masters. ص. 200. مؤرشف من الأصل في 2019-12-09. اطلع عليه بتاريخ 2010-05-14. {{استشهاد بكتاب}}: الوسيط غير المعروف |الرقم المعياري= تم تجاهله يقترح استخدام |ردمك= (مساعدة)